# Meslay (Calvados)
Meslay è un comune francese di 214 abitanti situato nel dipartimento del Calvados nella regione della Normandia.

## Società

### Evoluzione demografica
Abitanti censiti